# Alexander Spesivtsev
Alexander Nikolayevich Spesivtsev (en ruso: Александр Николаевич Спесивцев, nacido el 1 de marzo de 1970) es un asesino en serie ruso, también conocido como El monstruo de Novokuznetsk y El destripador siberiano, condenado por el asesinato de cinco personas en Novokuznetsk en 1991 y 1996.
Spesivtsev, con la ayuda de su madre Lyudmila, atacó a niños y mujeres jóvenes de la calle por todo Novokuznetsk atrayéndolos a su apartamento, donde serían torturados y asesinados, y en ocasiones canibalizados. A pesar de haber sido condenado sólo por 5 asesinatos, Spesivtsev confesó 20 asesinatos de los que fue acusado por la policía y, según las pruebas, se cree que cometió más de 80 asesinatos desde 1991.

## Primeros años
Alexander Nikolayevich Spesivtsev nació el 1 de marzo de 1970 y se crio en un apartamento en Pionerskiy Prospekt en el centro de Novokuznetsk, la ciudad más grande del Óblast de Kemerovo, RSFS de Rusia, Unión Soviética. Tuvo bajo peso al nacer, pero sobrevivió, aunque después se enfermó con frecuencia. Durante la infancia, Spesivtsev era considerado asocial, no tenía amigos y era intimidado en la escuela. Su madre Lyudmila Spesivtseva trabajaba en una escuela cercana. 

## Crímenes
Aunque en las bases de datos oficiales todavía figuraba como en tratamiento en ese momento, en 1991 fue dado de alta. Una vez fuera, comenzó a asociarse con vagabundos y mendigos y desarrolló un odio profundamente arraigado hacia los niños de la calle, a quienes veía como un subproducto de la democracia emergente de Rusia. Spesivstev también se mostró particularmente amargado por un episodio durante su internamiento en el hospital de Oriol, en el que pidió a otro paciente que le insertara una bola de metal en la uretra para hacerlo más viril. Esto tuvo el efecto contrario, provocando disfunción eréctil y dolores genitales.
Alexander y luego Lyudmila comenzaron a atraer víctimas a su apartamento, elegidas al azar, donde Alexander las torturaría y finalmente las mataría. Los niños de la calle no acompañados que asistían a discotecas y jugaban en obras de construcción se habían convertido en algo común en la empobrecida ciudad de Novokuznetsk desde el colapso de la Unión Soviética, y se convirtieron en su principal objetivo. Los cuerpos de las víctimas a veces eran canibalizados. Lyudmila se deshacía de los restos no deseados arrojándolos desde cubos al río Aba, a altas horas de la noche.

## Investigación
La primera señal de sus víctimas surgió cuando cabezas, torsos y brazos gangrenosos y cortados de niños no identificables fueron encontrados arrastrados a las orillas del río Aba. No se creyó de inmediato que hubiera un asesino en serie, y solo después de que desaparecieron varios grupos grandes de niños desatendidos se sospechó que un asesino en serie estaba activo en la ciudad.
Por lo demás, los investigadores de la Dirección Regional del Interior sospechaban que dentro de los límites de la ciudad actuaban traficantes de órganos. En aquel momento en Novokuznetsk estaban activas varias bandas criminales de la región del Cáucaso y la policía registró el equipaje de los vuelos de ida. Además, se desplegaron varios cientos de tropas internas y agentes de policía para buscar al asesino; en algún momento se pensó que era Oleg Rylkov.

## Arresto y sentencia
Las declaraciones de testigos tras la desaparición de varias chicas que fueron vistas saliendo de una tienda con su madre ayudaron a la policía a identificarla. Su hijo figuraba oficialmente como sometido a tratamiento en un hospital psiquiátrico. Una mañana, el policía del barrio y un fontanero se quejaron de que un residente se negaba a dejarles entrar en su apartamento para aliviar un atasco. El residente afirmó que tenía una enfermedad mental y que lo retenían en su apartamento. Esto alarmó a la policía, ya que aparentemente su hijo todavía estaba en el hospital de Oriol.
Los dos hombres entraron por la fuerza en su apartamento, donde olieron un olor intenso y pútrido, parecido a podredumbre no especificada. En la bañera se descubrió a una mujer sangrando por una grave puñalada en el pecho y un torso decapitado y desmembrado. Spesivtsev escapó "en el último momento" por el tejado del edificio. Fue detenido a la semana, encontrado en la entrada de su casa, frío y sin comida. Lyudmila había sido arrestada tres días antes, el 27 de octubre de 1996.
Spesivtsev llevaba un diario en que detallaba algunos de sus crímenes y no negó sus acciones cuando fue capturado. Sin embargo, confesó sólo 20 asesinatos y se jactó de crímenes que no pudieron ser probados. Durante el registro de su apartamento se encontraron 80 prendas de vestir ensangrentadas, cerca de 40 joyas y algunas fotografías de personas desconocidas, que posiblemente eran víctimas no probadas. Posteriormente, los expertos de la policía concluyeron que las prendas pertenecían a las 20 víctimas. Un tribunal lo declaró loco y lo internaron en un hospital psiquiátrico, y anteriormente había estado confinado en una institución mental durante tres años después de torturar y matar a su novia. El único testigo vivo y última víctima de Spesivtsev, Olga Galtseva, de 15 años, murió al día siguiente de ser descubierta.
Actualmente, Spesivtsev reside en el Hospital Regional de Kamyshin. Su madre, acusada de complicidad en tres asesinatos, fue condenada a 13 años de prisión.